# Битва на реке Аой
Битва на реке Аой (198 год до н. э.) — сражение в ходе второй Македонской войны между римскими и македонскими войсками.
В 198 году до н. э. римские войска из двух легионов под командованием консула Тита Квинкция Фламинина встретились с 20-тысячной македонской армией, возглавлявшейся царём Филиппом. Римляне победили в сражении благодаря тому, что 4-тысячный отряд римлян зашёл противнику и атаковал сзади в то время, когда основные силы римлян атаковали и спереди. Македоняне бежали, потеряв около 2 тысяч человек. Римляне двинулись за ними через Фессалию.